# Bob Perry (tennista)
Robert Perry, detto Bob (Los Angeles, 17 marzo 1933 – 23 ottobre 2023), è stato un tennista statunitense.

## Carriera
Attivo principalmente negli anni 1950 ha conquistato il Roland Garros 1956 in coppia con Don Candy. Sull'erba di Wimbledon ha raggiunto due volte i quarti di finale nel doppio maschile e una volta nel doppio misto. Ha fatto parte della squadra statunitense di Coppa Davis nel biennio 1952-53 ottenendo due vittorie nei tre incontri disputati.

## Finali del Grande Slam

### Doppio

#### Vittorie (1)
| Anno | Torneo                    | Compagno  | Avversari in finale    | Risultato     |
| 1956 | Internazionali di Francia | Don Candy | Ashley Cooper Lew Hoad | 7–5, 6–3, 6–3 |